# Toxicitatea aluminiului la persoanele care fac dializă
Toxicitatea aluminiului la persoanele care fac dializă  este o problemă pentru persoanele care urmează hemodializă. Procesul de dializă nu elimină eficient excesul de aluminiu din organism, astfel încât se poate acumula în timp. Aluminiul este un metal potențial toxic, iar intoxicația cu aluminiu poate duce în principal la trei tulburări: boala osoasă, anemie microcitică și disfuncție neurologică (encefalopatie). Astfel de afecțiuni sunt observate mai vizibil la persoanele cu insuficiență renală cronică și în special la persoanele cu hemodializă.
Aproximativ 5-10 mg de aluminiu intră zilnic în corpul uman prin diferite surse, cum ar fi apa, alimentele, expunerea profesională la aluminiu în industrii etc. La persoanele cu funcție renală normală, aluminiul seric este în mod normal mai mic de 6 micrograme/L. Nivelurile inițiale de aluminiu seric trebuie <20 micrograme/L. Potrivit AAIM nivelurile standard de aluminiu din lichidul de dializă trebuie să fie mai mici de 0,01 miligrame/L.